# Bodiluddelingen 1974
Bodiluddelingen 1974 blev afholdt i 1974 i Kinopalæet i København og markerede den 27. gang at Bodilprisen blev uddelt.
En meget sparsom uddeling, og for første (og hidtil eneste) gang i Bodil'ens historie blev der ikke uddelt en pris for danske film, da dommerkomitéen simpelthen ikke fandt nogen film værdige. Hertil kom det at Dirch Passer for sin rolle i Mig og mafiaen blev eneste skuespiller, der modtog en pris ved uddelingen. Svenske Ingmar Bergman kunne for tredje gang modtage prisen for bedste europæiske film med sin film Hvisken og råb efter have modtaget samme pris for Ved vejs ende (1957) og Sommernattens smil (1959).

## Vindere
| Bedste mandlige hovedrolle         | Bedste kvindelige hovedrolle         |
| ---------------------------------- | ------------------------------------ |
| - Dirch Passer for Mig og mafiaen  | - ikke uddelt                        |
| Bedste mandlige birolle            | Bedste kvindelige birolle            |
| - ikke uddelt                      | - ikke uddelt                        |
| Bedste danske film                 | Bedste ikke-europæiske film          |
| - ikke uddelt                      | - Fugleskræmslet af Jerry Schatzberg |
| Bedste europæiske film             | Bedste dokumentarfilm                |
| - Hvisken og råb af Ingmar Bergman | - ikke uddelt                        |